# ABHD6
ABHD6 (англ. Abhydrolase domain containing 6) – білок, який кодується однойменним геном, розташованим у людей на короткому плечі 3-ї хромосоми.  Довжина поліпептидного ланцюга білка становить 337 амінокислот, а молекулярна маса — 38 331.
| 10         |  | 20         |  | 30         |  | 40         |  | 50         |
| ---------- |  | ---------- |  | ---------- |  | ---------- |  | ---------- |
| MDLDVVNMFV |  | IAGGTLAIPI |  | LAFVASFLLW |  | PSALIRIYYW |  | YWRRTLGMQV |
| RYVHHEDYQF |  | CYSFRGRPGH |  | KPSILMLHGF |  | SAHKDMWLSV |  | VKFLPKNLHL |
| VCVDMPGHEG |  | TTRSSLDDLS |  | IDGQVKRIHQ |  | FVECLKLNKK |  | PFHLVGTSMG |
| GQVAGVYAAY |  | YPSDVSSLCL |  | VCPAGLQYST |  | DNQFVQRLKE |  | LQGSAAVEKI |
| PLIPSTPEEM |  | SEMLQLCSYV |  | RFKVPQQILQ |  | GLVDVRIPHN |  | NFYRKLFLEI |
| VSEKSRYSLH |  | QNMDKIKVPT |  | QIIWGKQDQV |  | LDVSGADMLA |  | KSIANCQVEL |
| LENCGHSVVM |  | ERPRKTAKLI |  | IDFLASVHNT |  | DNNKKLD    |  |            |

A: Аланін

C: Цистеїн

D: Аспарагінова кислота

E: Глутамінова кислота

F: Фенілаланін

G: Гліцин

H: Гістидин

I: Ізолейцин

K: Лізин

L: Лейцин

M: Метіонін

N: Аспарагін

P: Пролін

Q: Глутамін

R: Аргінін

S: Серин

T: Треонін

V: Валін

W: Триптофан

Кодований геном білок за функцією належить до гідролаз. 
Локалізований у мембрані, мітохондрії.